# Balantiopteryx infusca
Balantiopteryx infusca — один з видів мішкокрилих кажанів родини Emballonuridae.

## Поширення
Країни поширення: Колумбія, Еквадор. Мешкає в тропічних лісах і харчується в повітрі малими комахами. Лаштує сідала малими і великими колоніями в добре освітлених печерах, ущелинах скель, водопропускних трубах або дуплах дерев. В Еквадорі вид був виявлений на висоті 510 м. Єдиний запис з Колумбії на висоті 1200 м.

## Загрози та охорона
Місця проживання можуть опинитися під загрозою через вирубку лісів. Не відомо, чи вид зустрічається в охоронних територіях у межах ареалу.